# 화대 (영화)
"화대"(Service Charge)는 한국에서 제작된 김기현 감독의 1990년 영화이다. 김경진 등이 주연으로 출연하였고 이낙훈 등이 제작에 참여하였다.

## 출연

### 주연
- 김경진
- 고영준
- 김부선

### 조연
- 윤일봉
- 심혜린
- 신새길
- 장유정
- 윤혜선
- 권일수
- 이화진
- 서평석
- 유성
- 한명구
- 김인호
- 남정희

## 기타
- 촬영부: 이천도
- 촬영부: 성종무
- 촬영부: 김학수
- 조명: 이민부
- 조명부: 배상일
- 조명부: 조성갑
- 그립: 홍기영
- 조연출: 박규식
- 조연출: 김상희
- 붐어시스턴트: 손인호
- 삽입곡: 탁선수
- 현상: 세방현상소
- 효과: 이재희
- 효과: 손규식